# دلی زالبگ
دلی زالبگ، روستایی از توابع بخش مرکزی شهرستان خرم‌آباد در استان لرستان ایران است.

## جمعیت
این روستا در دهستان ده‌پیر شمالی قرار دارد و براساس سرشماری مرکز آمار ایران در سال ۱۳۸۵، جمعیت آن ۹۱ نفر (۱۸خانوار) بوده‌است.